# Преюдиция
Преюди́ция (от лат. praejudicialis — относящийся к предыдущему судебному решению) — обязательность для всех судов, рассматривающих дело, принять без проверки доказательств факты, ранее установленные вступившим в законную силу судебным решением по другому делу, в котором участвуют те же лица.

## В России

### Законодательная основа
В российском законодательстве понятие «преюдиция» установлено статьёй 61 Гражданского процессуального кодекса РФ, статьёй 90 Уголовно-процессуального кодекса РФ, статьёй 64 Кодекса административного судопроизводства РФ и статьёй 69 Арбитражного процессуального кодекса РФ. На данный момент суд, прокурор, следователь, дознаватель не имеют права дополнительно проверять обстоятельства, установленные вступившим в силу законным судебным решением. Причем данное правило распространяется не только на приговоры (т.е. на решения по уголовным делам), но и на решения арбитражных судов и судов общей юрисдикции.
По заключению автора комментариев к процессуальным кодексам Гуева А. Н., судебная практика исходит из того, что по смыслу ст. 61 ГПК и ст. 69 АПК обстоятельства, установленные при рассмотрении дела по иску о праве на имущество, не имеют обязательного характера для лиц, не участвовавших в деле. В то же время суд учитывает обстоятельства ранее рассмотренного дела о праве на спорное имущество, независимо от того, установлены ли они судебным актом. Если суд придет к иным выводам, нежели содержащиеся в судебном акте по ранее рассмотренному делу, он должен указать соответствующие мотивы.
Похожие выводы делает Брусков П.В. при анализе преюдициальности и сравнении её в разных видах процессов. Так, ранее приговор уголовного суда имел преюдициальное значение для гражданского и арбитражного суда, в то время как решения гражданского и арбитражного суда преюдициальными для уголовного судопроизводства не являлись. Однако, после принятия закона От 29.12.2009 г. № 383-ФЗ, который внес изменения в статью 90 УПК РФ «Преюдиция», значения решений арбитражного, гражданского и уголовного судов приравнены друг к другу по силе. Это нововведение с одной стороны, ограничивает возможности доказывания по уголовному процессу, так как в уголовном процессе применяются в качестве доказательств результаты оперативно-розыскной деятельности; а в гражданском и арбитражном процессах это недопустимо. Но с другой стороны, Конституционный суд в своем постановлении от 21.12.2011 г. указал, что несмотря на новый закон, доводы решений гражданских судов не предопределяют виновность лица по уголовному процессу, обстоятельства обвинения подлежат тщательной проверке независимо от того, что они установлены решением гражданского суда.

### Практика применения
Наблюдатели высказывают мнение о том, что, в случае некорректного разделения дела на несколько частей, применение принципа преюдиции может иметь негативные последствия для правосудия. По мнению известного ученого-юриста Сергея Афанасьева, такой процессуальный прием является опасным феноменом, поскольку «обвиняемые в деле, из которого выделено дело, рассмотренное в особом порядке, попадают в процессуальный капкан».

## В мире

### Британия
Британское толкование преюдиции в уголовном праве ближе к старому толкованию, существовавшему в России. А именно, предыдущие судебные решения имеют вес, но не лишают обвиняемого и его защиту права отрицать событие преступления и не освобождают суд от обязанности рассматривать эти заявления, а также не распространяют признание одного из обвиняемых на остальных:
Кроме того, в Британии уголовные дела подлежат юрисдикции присяжных, которые при вынесении вердикта руководствуются исключительно собственным разумом и совестью и не обязаны его мотивировать.

### США
В США преюдиция обычно не распространяется на приговоры, вынесенные по упрощенной схеме в порядке сделки с правосудием.

## Мнения
- Известный юрист Карина Москаленко указывает, что распространение принципа преюдиции на приговоры, вынесенные по упрощенной схеме в порядке сделки с правосудием, противоречит положениям Европейской конвенции по правам человека (Статья 6), гарантирующей право на справедливое судебное разбирательство[5].

- К преюдициональным актам не относятся различного рода отчеты и ответы на обращения граждан, в том числе, обоснования суммы иска или объяснительные записки к законопроектам, считает С. В. Максименко.[источник не указан 2875 дней]